# 海地革命
海地革命是指海地推翻殖民統治，成為獨立國家的革命。它是西半球第一個成功的奴隸反叛，並且將海地建立成了第一個自由、並且是以黑人為多數之社會的共和國。當時，海地是法國的殖民地。
這場革命從1791年開始，在图森·路维杜尔的领导下反抗法国；1794-1798年间，击败先后入侵的西班牙、法国军队；1801年起义波及东部的圣多明各，全岛宣布自治；1802年拿破崙派遣其妹夫勒克萊爾率庞大的舰队和陆军3万人入侵，试图复辟殖民統治，诱捕了图森·路维杜尔；后海地人民在德萨林的领导下，继续战斗；而後法軍取得皮洛士式胜利，撤出海地。
歷經十餘年的掙扎，海地人終於在1804年1月發表了《海地獨立宣言》，正式地脫離法國統治，成為一個獨立的國家。